# Mi-mi prenda chi può (film 1962)
Mi-mi prenda chi può (Adventures of the Road-Runner) è un film del 1962 diretto da Chuck Jones e co-diretto da Maurice Noble e Tom Ray. È un cortometraggio d'animazione prodotto dalla Warner Bros. Cartoons come pilota di una possibile serie televisiva con protagonisti Willy il Coyote e Beep Beep. Sfumata l'idea della serie televisiva, il pilota fu riformattato come una featurette di 26 minuti e distribuito negli Stati Uniti d'America il 2 giugno 1962 abbinato al film Laddy alla riscossa (l'edizione italiana fu distribuita l'anno dopo abbinata allo stesso film). In tale occasione fu pubblicizzato col titolo The Adventures of the Road Runner.
Mi-mi prenda chi può include quasi interamente il cortometraggio Sogni proibiti (1954) e una scena di Cass... pita (1956), oltre a riciclare animazioni dei corti Mira e... spira (1961), Hip, hip, urrà! (1958) e Vieni, guarda e vinci (1954). L'anno successivo fu a sua volta riutilizzato per produrre il corto L'invincibile Beep Beep (To Beep or Not to Beep), per cui furono creati una nuova colonna sonora di William Lava e nuovi effetti sonori; nel 1965, dopo la chiusura della Warner Bros. Cartoons, dalla featurette furono ricavati altri due corti, Zip zip urrà! (Zip Zip Hooray!) e Roadrunner a Go-Go, senza modifiche al sonoro e senza accreditare Jones.

## Trama
Willy è sempre impegnato a cercare invano di catturare Beep Beep. Dopo l'ennesima disavventura da lui stesso causata, viene rivelato che tutte le gag fanno parte di un video che ha girato installando numerose telecamere in tutto il deserto, così da analizzare i propri errori e non ripeterli. In questo modo prova più volte a catturare Beep Beep con un lazo, ma il suo piano gli si ritorce contro ogni volta.
Mentre Ralph Phillips e un suo amico guardano un cartone di Willy il Coyote e Beep Beep in televisione, Ralph dice al suo amico di essere solito fare sogni ad occhi aperti immaginandosi anche di essere Beep Beep. L'amico quindi gli fa una sessione di psichiatria, e Ralph gli racconta di alcuni sogni ad occhi aperti che ha fatto a scuola. Dopo la sessione, Ralph dichiara di essere guarito e torna di corsa alla TV facendo il verso di Beep Beep. Anche il suo amico torna alla TV facendo lo stesso verso, dopo aver affermato che la psichiatria non è infallibile.
Quando Ralph dichiara di non capire perché Willy voglia mangiare Beep Beep, il coyote rompe la quarta parete spiegando al bambino che il roadrunner è una prelibatezza e che ogni singola parte del suo corpo ha un sapore diverso. Mentre procede a illustrare alcune ricette per cucinare l'uccello, Beep Beep appare dietro di lui e l'inseguimento ricomincia. Dopo aver mostrato i filmati di altri due tentativi falliti, Willy illustra la cianografia di una catapulta greco-romana con cui intende lanciare una roccia su Beep Beep, in quanto "così semplice che anche un bambino prodigio può farla funzionare". Tuttavia anch'essa gli si ritorce ripetutamente contro, e quando Willy (contuso e ingessato) torna vicino al progetto e lo colpisce con un bastone, questo prende vita e gli lancia addosso la roccia disegnata. Viene quindi rivelato che esso è un prodotto della "Società Cianografie Road-Runner".

## Distribuzione

### Edizioni home video
Il corto fu pubblicato in DVD-Video in America del Nord come extra nel secondo disco della raccolta Looney Tunes Golden Collection: Volume 2 (intitolato Road Runner and Friends) distribuita il 2 novembre 2004; il DVD fu pubblicato in Italia il 16 marzo 2005 nella collana Looney Tunes Collection, col titolo Beep Beep e i suoi amici. Nel DVD il corto è presente in inglese sottotitolato.